# الفصل السادس من ميثاق الأمم المتحدة
ميثاق الأمم المتحدة الفصل السادس: في حل المنازعات حلاً سلمياً

## المادة 33
1. يجب على أطراف أي نزاع من شأن استمراره أن يعرض حفظ السلم والأمن الدولي للخطر أن يلتمسوا حله بادئ ذي بدء بطريق المفاوضة والتحقيق والوساطة والتوفيق والتحكيم والتسوية القضائية، أو أن يلجأوا إلى الوكالات والتنظيمات الإقليمية أو غيرها من الوسائل السلمية التي يقع عليها اختيارها.
2. ويدعو مجلس الأمن أطراف النزاع إلى أن يسووا ما بينهم من النزاع بتلك الطرق إذا رأى ضرورة ذلك.

## المادة 34
لمجلس الأمن أن يفحص أي نزاع أو أي موقف قد يؤدي إلى احتكاك دولي أو قد يثير نزاعا لكي يقرر ما إذا كان استمرار هذا النزاع أو الموقف من شأنه أن يعرض للخطر حفظ السلم والأمن الدولي.

## المادة 35
1. لكل عضو من «الأمم المتحدة» أن ينبه مجلس الأمن أو الجمعية العامة إلى أي نزاع أو موقف من النوع المشار إليه في المادة الرابعة والثلاثين.
2. لكل دولة ليست عضواً في «الأمم المتحدة» أن تنبه مجلس الأمن أو الجمعية العامة إلى أي نزاع تكون طرفا فيه إذا كانت تقبل مقدماً في خصوص هذا النزاع التزامات الحل السلمي المنصوص عليها في هذا الميثاق.
3. تجرى أحكام المادتين 11 و12 على الطريقة التي تعالج بها الجمعية العامة المسائل التي تنبه إليها وفقا لهذه المادة.

## المادة 36
1. لمجلس الأمن في أية مرحلة من مراحل نزاع من النوع المشار إليه في المادة 33 أو موقف شبيه به أن يوصي بما يراه ملائماً من الإجراءات وطرق التسوية.
2. على مجلس الأمن أن يراعي ما اتخذه المتنازعون من إجراءات سابقة لحل النزاع القائم بينهم.
3. على مجلس الأمن وهو يقدم توصياته وفقا لهذه المادة أن يراعي أيضاً أن المنازعات القانونية يجب على أطراف النزاع - بصفة عامة - أن يعرضوها على محكمة العدل الدولية وفقاً لأحكام النظام الأساسي لهذه المحكمة.

## المادة 37
1. إذا أخفقت الدول التي يقوم بينها نزاع من النوع المشار إليه في المادة 33 في حله بالوسائل المبينة في تلك المادة وجب عليها أن تعرضه على مجلس الأمن.
2. إذا رأى مجلس الأمن أن استمرار هذا النزاع من شأنه في الواقع، أن يعرض للخطر حفظ السلم والأمن الدولي قرر ما إذا كان يقوم بعمل وفقاً للمادة 36 أو يوصي بما يراه ملائماً من شروط حل النزاع.

## المادة 38
لمجلس الأمن - إذا طلب إليه جميع المتنازعين ذلك - أن يقدم إليهم توصياته بقصد حل النزاع حلاً سلمياً، وذلك بدون إخلال بأحكام المواد من 33 إلى 37.

## انظر ايضاً
| ميثاق الأمم المتحدة                                                              |
| -------------------------------------------------------------------------------- |
|                                                                                  |
| الفصل الأول في مقاصد الهيئة ومبادئها                                             |
| الفصل الثاني فـي العضوية                                                         |
| الفصل الثالث فـي فروع الهيئـة                                                    |
| الفصل الرابع في الجمعيـة العـامة                                                 |
| الفصل الخامس في مجلـس الأمـن                                                     |
| الفصل السادس في حل المنازعات حلاً سلمياً                                           |
| الفصل السابع فيما يتخذ من الأعمال في حالات تهديد السلم والإخلال به ووقوع العدوان |
| الفصل الثامن في التنظيمات الإقليمية                                              |
| الفصل التاسع في التعاون الدولي الاقتصادي والاجتماعي                              |
| الفصل العاشر المجلس الاقتصادي والاجتماعي                                         |
| الفصل الحادي عشر تصريح يتعلق بالأقاليم غير المتمتعة بالحكم الذاتي                |
| الفصل الثاني عشر في نظام الوصاية الدولي                                          |
| الفصل الثالث عشر في مجلس الوصاية                                                 |
| الفصل الرابع عشر في محكمة العدل الدولية                                          |
| الفصل الخامس عشر في الأمـانة                                                     |
| الفصل السادس عشر أحكـام متنوعـة                                                  |
| الفصل السابع عشر في تدابير حفظ الأمن في فترة الانتقال                            |
| الفصل الثامن عشر في تعديل الميثاق                                                |
| الفصل التاسع عشر في التصديق والتوقيع                                             |